# Торрес (футбольный клуб)
«Торрес» — итальянский футбольный клуб из города Сассари, выступающий в Серии C, третем по силе дивизионе чемпионата Италии. Основан в 1903 году, последний раз реорганизован в 2008 году. Домашние матчи проводит на арене «Стадио Ванни Санна», вмещающем 7 480 зрителей. «Торрес» никогда в своей истории не поднимался в Серию А и Серию Б. Всего в третьем итальянском дивизионе клуб провёл 30 сезонов. За свою историю клуб трижды претерпевал банкротство и реорганизацию, в 1991, 2006 и 2008 годах. После сезона 2014/15, команда, за участие в договорных матчах, была переведена в Серию D. Женская команда клуба гораздо титулованее мужской, она шесть раз побеждала в чемпионате Италии и восемь раз завоёвывала национальный кубок.

## Известные игроки
- Адам Федеричи
- Джованни Бартолуччи
- Стефано Губерти
- Джанфранко Дзола
- Антонелло Куккуредду
- Антонио Лангелла
- Вальтер Мадзарри
- Комунардо Никколаи
- Андреа Коссу
- Рикардо Фрионе
- Набиль Абидалла

## Известные тренеры
- Анджело Доменгини
- Антонелло Куккуредду
- Леонардо Меникини
- Этторе Тревизан